# 雑賀城
雑賀城（さいかじょう）は、和歌山県和歌山市和歌浦中3丁目付近にあった戦国時代の日本の城（丘城）。妙見山城とも呼ばれた。

## 概要

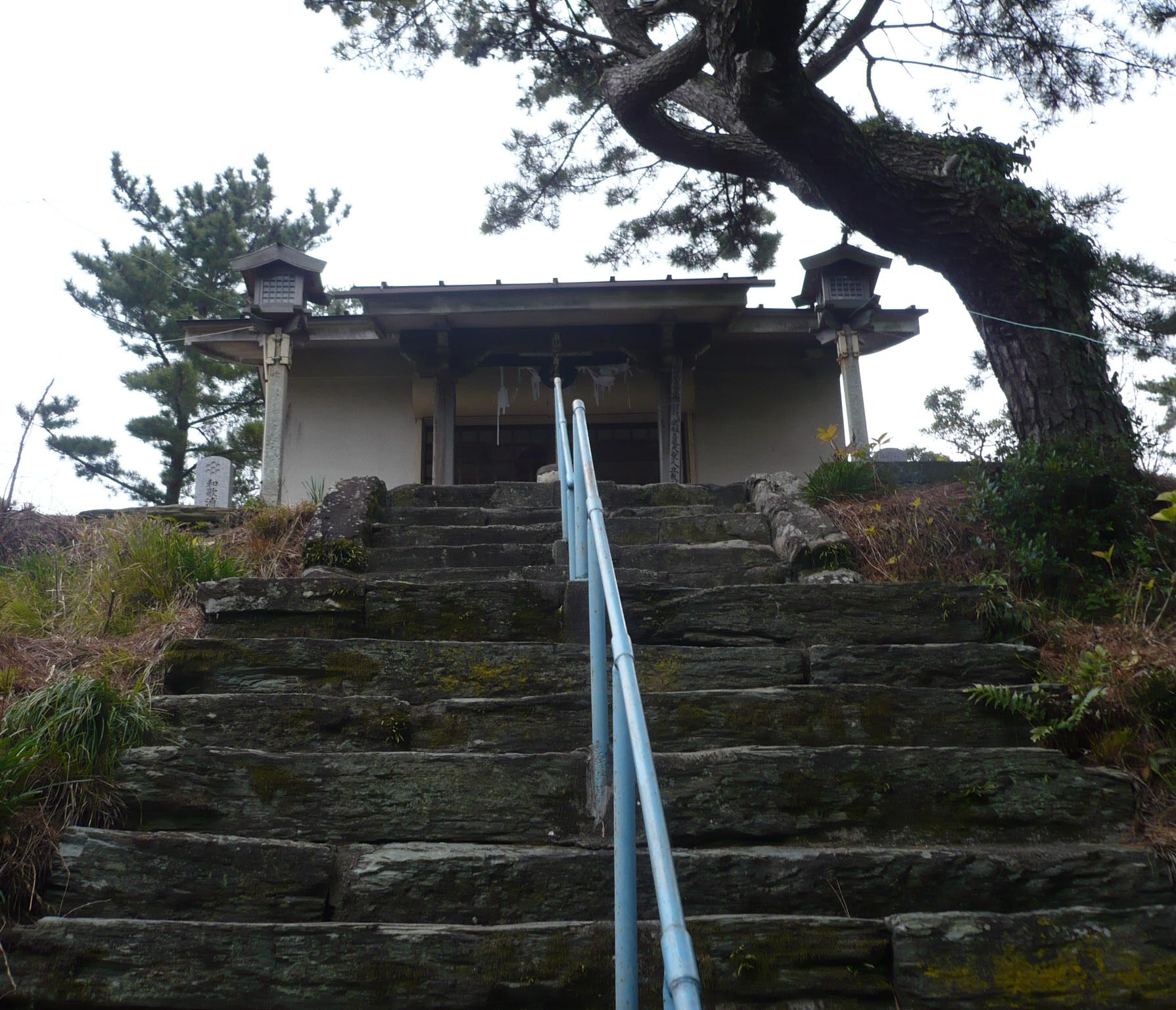
養珠寺の妙見堂

この城は鈴木重意（佐太夫）が築いた城で、妙見山上に「妙見堂」が建つ丘山上の北側に「千畳敷」と呼ばれる台状地があり、ここに居城を構えた。それを中心に、東に侍屋敷、西は町屋を置いて、中世の城下町を形成していたと思われている。いつの頃まで存在したのかは不明であるが、遅くとも秀吉が紀州征伐をする1585年（天正13年）には廃城となっていたであろうと推察される（この年から和歌山城築城が開始される）。
和歌山市の一部に当たる雑賀地方は、十ヶ郷、雑賀庄、中郷、宮郷、南郷の5ヶ郷からなる。鈴木氏、土橋氏、島村氏、栗村氏、松江氏、宮本氏らが族党をつくり雑賀衆となった。鈴木重秀（雑賀孫市）は、雑賀衆を代表する者であった。雑賀地方は、京に近く戦乱の影響を受けやすかったのに加え、畠山氏・山名氏・大内氏が紀伊国守護となったが、実質的支配ではなかったことが、民衆の自立心を育て、「惣」による合議的政治運営が発達する。平時は耕地や漁猟に従事し、合戦があるたびに団結して力を発揮していた。
また、早くから「一向宗」の信仰が広まったこともあって、精神的なよりどころともなっていた。それ以上に、大坂という近傍にある武力を持った宗教勢力として、同盟的な意味もあったのではないかと推測できる。但し、宮郷・中郷・南郷は「根来寺」の影響を強く受けており、一枚岩ではなかった。

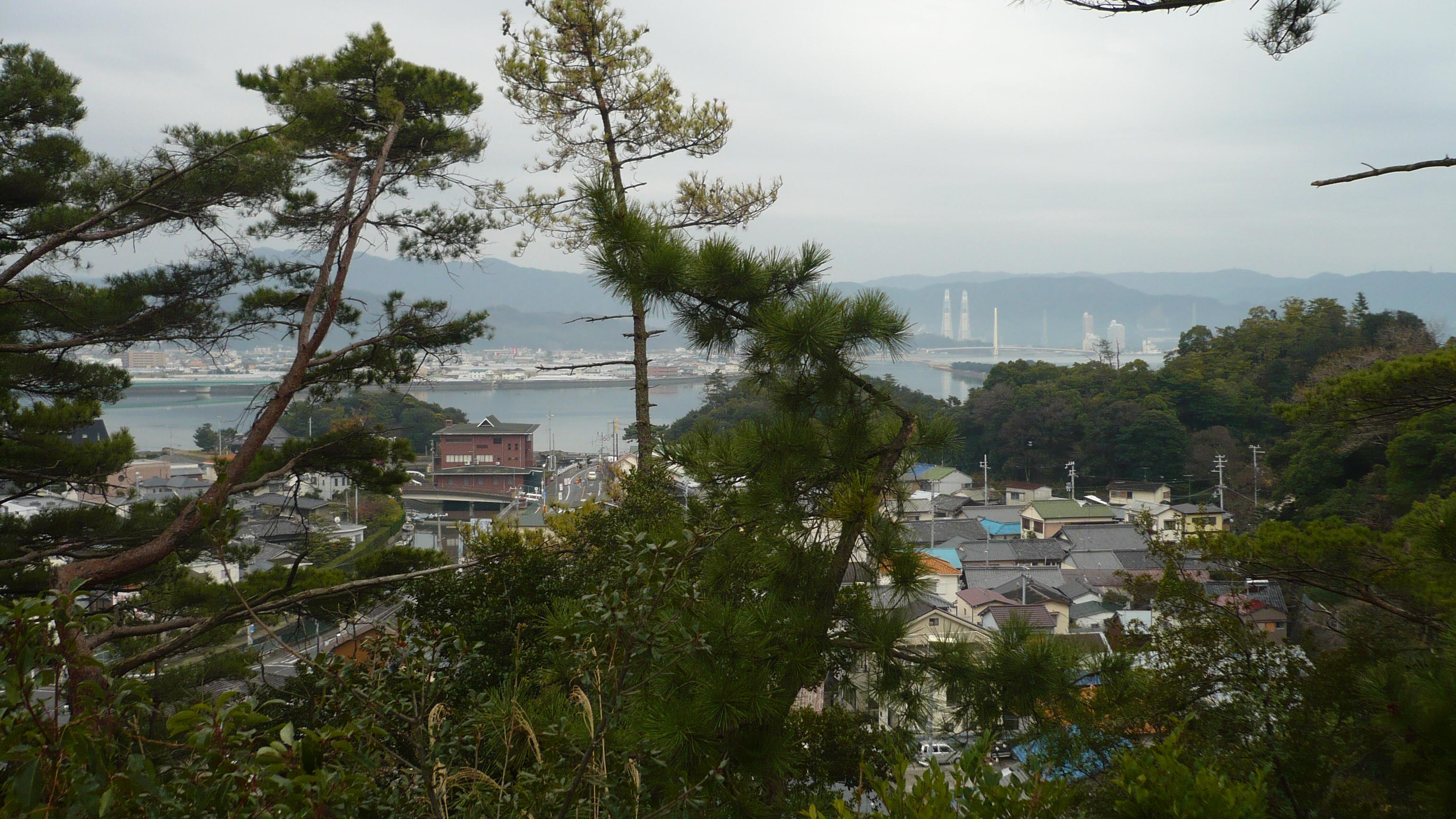
妙見山からの眺望/紀三井寺方向を撮影

## 沿革

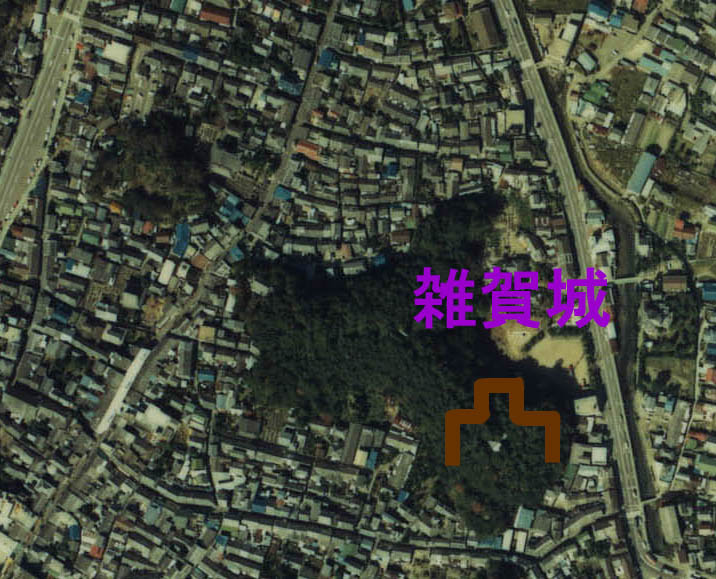
雑賀城の推定城郭部分/

雑賀衆の力が世に伝わったのが、天正5年（1577年）2月の信長の紀州攻めの時である。石山合戦の時に雑賀衆は石山本願寺の顕如に合力していた。射撃法を取得していた雑賀衆の軍事力は強力で、この時、鈴木重意の息子鈴木孫市が雑賀衆の党首となり雑貨城の城主となっていた。
顕如は鷺の森にきて、雑賀衆に更なる加勢を要請しにきた。これを知った織田信長は、息子の織田信忠、織田信雄、織田信孝、羽柴秀吉、佐久間信盛、滝川一益らの大軍を雑賀方面に出軍させた。この時雑賀孫市は顕如を雑賀城の近くにある弥勤寺山（現在の秋葉山）に隠し、本陣を雑賀城とし周りに多くの城砦を築いて、織田信長軍に備えた。
天正5年（1577年）2月、織田信長軍に対して雑賀衆は奇襲戦法で一度は退かすことができた。この時に矢宮神社「やのみやじんじゃ」で勝利を祝って踊ったと伝わっているのが「雑賀踊り」である。一度は鉄砲に苦戦し退却した織田信長軍も、再び総攻撃をかけた。二度も大攻勢をうけた雑賀衆は余力がほとんど残っておらず、織田信長に忠誠を誓う事になる。鈴木重意は藤堂高虎の謀に陥り、粉河で切腹。雑賀城も落城したと思われている。一方、鈴木孫市は羽柴秀長に仕え、後に石田三成に仕えたと伝わっている。
雑賀城は明確な曲輪が残っておらず、古城跡の面影はほとんど見られない。『日本城郭大系』によると「城よりも団結を重視した一族であった」為ではなかったと解説している。現在、妙見山の山麓には紀伊藩初代藩主徳川頼宣の母養珠院の位牌を安置するため建てられた養珠寺や城丘への入口には「城跡山公園」（津屋公園）がある。

## 城跡へのアクセス
- 電車でのアクセス

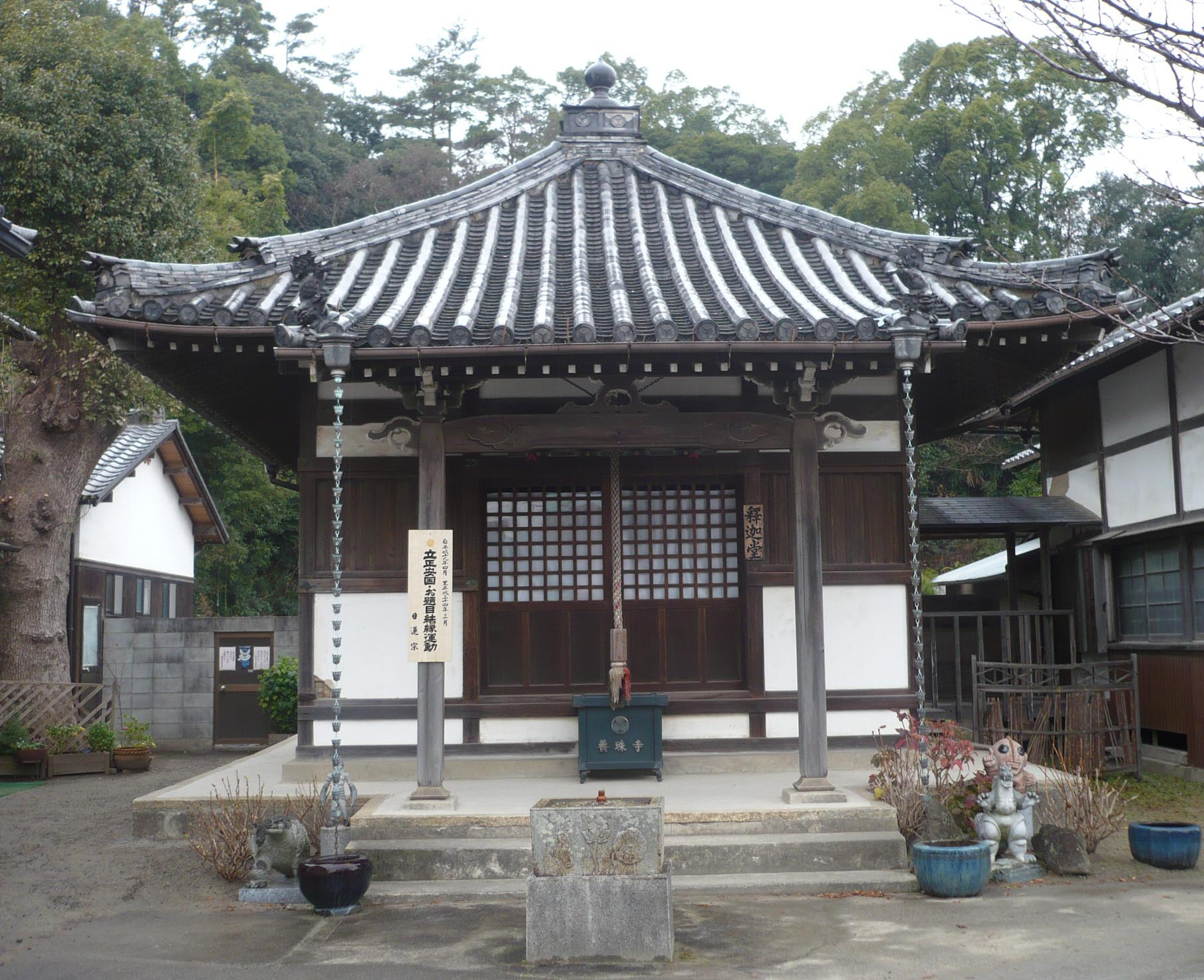
養珠寺の本堂

  - JR西日本和歌山駅または南海和歌山市駅から和歌山バス乗車、和歌浦口停留所下車。徒歩約5分。
- 車でのアクセス
  - 阪和自動車道和歌山南SICから県道13号を西進し、国道42号との交差点で南下
  - 近隣に駐車場無し